# Cicurina armadillo
Cicurina armadillo là một loài nhện trong họ Dictynidae.
Loài này thuộc chi Cicurina. Cicurina armadillo được Willis J. Gertsch miêu tả năm 1992.